# Linus Löliger
Linus Alarik „LLinusLLove“ Löliger (* 4. Januar 1995) ist ein professioneller Schweizer Pokerspieler, der hauptsächlich online spielt und sich auf Cash Games spezialisiert hat.

## Pokerkarriere

### Online
Löliger spielt auf der Onlinepoker-Plattform PokerStars unter dem Nickname LLinusLLove und nutzt bei GGPoker seinen echten Namen. Er spezialisiert sich auf Cash Games und gilt als einer der weltbesten Spieler der Variante Six Handed No Limit Hold’em. Bis Mai 2018 erspielte er sich mit Cash Games einen Profit von knapp 1,5 Millionen US-Dollar. Bei der World Championship of Online Poker setzte sich der Schweizer Mitte September 2018 beim High-Roller-Event durch und sicherte sich eine Siegprämie von knapp 600'000 US-Dollar. Beim Main Event der Serie belegte er wenige Tage später den dritten Platz. Da der Turniersieger jedoch nachträglich disqualifiziert wurde, rückte Löliger auf den zweiten Platz vor, für den er mehr als eine Million US-Dollar erhielt. Im April 2020 gewann er auf der Plattform partypoker zwei Turniere der Poker Masters Online und sicherte sich Preisgelder von mehr als 1,5 Millionen US-Dollar.

### Live
Löliger erzielte seine erste Geldplatzierung bei einem Live-Turnier Ende März 2015 bei der European Poker Tour auf Malta. Der Schweizer gewann Anfang April 2016 das High Roller der UK & Ireland Poker Tour in London mit einer Siegprämie von umgerechnet knapp 80'000 US-Dollar. Im Mai 2019 erreichte er bei einem Turnier der Triton Poker Series im montenegrinischen Budva die Geldränge und erhielt für seinen dritten Platz umgerechnet rund 220'000 US-Dollar. Anfang August 2019 spielte Löliger bei der Triton Series in London. Dort gewann er ein Turbo-Event und landete bei einem weiteren Turnier auf dem dritten Platz, was ihm Preisgelder von umgerechnet mehr als 1,5 Millionen US-Dollar einbrachte. Beim Coin Rivet Invitational der Triton Series im nordzyprischen Kyrenia, einem Einladungsturnier mit einem Buy-in von 210'000 US-Dollar, belegte der Schweizer im September 2022 den mit 3,9 Millionen US-Dollar dotierten zweiten Rang.
Insgesamt hat sich Löliger mit Poker bei Live-Turnieren mehr als 7,5 Millionen US-Dollar erspielt und ist damit der erfolgreichste Schweizer Pokerspieler.